# Ester ante Asuero (Poussin)
Ester ante Asuero es un cuadro del pintor francés Nicolas Poussin, uno de los más destacados de la escuela clasicista.
Poussin escoge un pasaje del libro bíblico de Ester, en el que esta se presenta ante su esposo (generalmente identificado con el rey persa Jerjes I) sin haber solicitado una audiencia previa, para interceder por los judíos, arriesgando por lo tanto su vida.
Como otros episodios bíblicos, es un tema representado con mucha profusión en los siglos XVI y XVII, en las artes figurativas pero también en múltiples cuadros, como el de Tintoretto conservado en el Museo del Prado.